# شاطئ المرجان في إيلات
محمية شاطئ المرجان الطبيعية ومنطقة الحفظ في إيلات-أم الرشراش (بالعبرية: שמורת טבע חוף האלמוגים‏) (بالإنجليزية: Eilat's Coral Beach Nature Reserve and Conservation area) هي محمية طبيعية ومتنزه وطني في البحر الأحمر بالقرب من مدينة إيلات (أم الرشاش) في إسرائيل (فلسطين التاريخية). تغطي هذه المنطقة كلها 1.2 كيلومتر من الشاطئ ، وتعتبر المنطقة كالمنطقة التي تقع في أقصى الشمال في العالم والتي تحوي على شعاب مرجانية مائية ضحلة. وهي مشهورة المنطقة هذه بفعاليات الغوص وإجراء الأبحاث العلمية ، وقد أسستها هيئة الطبيعة والمتنزهات الإسرائيلية . يوجد في النقطة التي تقع في أقصى جنوب المحمية الطبيعية، مرصد عالم المرجان تحت الماء ، وهو يعتبر أكبر أكواريوم عام في منطقة الشرق الأوسط. تم إدراجه ضمن الأماكن التي أدرجتها صحيفة نيويورك تايمز في قائمة الأماكن التي يجدر زيارتها، وكان ذلك في عام 2019.

## روابط خارجية
- محمية إيلات كورال بيتش الطبيعية